# むらさき橋
むらさき橋（むらさきばし）は玉川上水に架かっている橋。東京都三鷹市と東京都武蔵野市の市境にある。

## 概要
三鷹市下連雀2丁目・3丁目と武蔵野市御殿山2丁目の境に架かっており、両市を結ぶ橋である。旧橋は1955年11月に完成。その前月には、三鷹市・武蔵野市の公募で集まった橋名のなかから、当時の両市長の審査によって「むらさき橋」と名前が決められていた。他に投稿された橋の名前には「鷹野橋」、「武鷹橋」、「みどり橋」等がある。橋の袂に設置された案内板には、武蔵野の紫草について詠まれた古今和歌集の歌と、紫草で染めた「むらさき染」にちなんで命名された旨が記されている。
現在の橋は、耐震補強の理由とともに、1997年に進んでいた玉川上水沿いの道路計画に合わせて架け替えられたもので、1998年3月に完成した。木の橋をイメージして作られていて、長さ7.9m、幅12mとなっている。三鷹市と武蔵野市の共同で作られたが、管理は三鷹市が行っている。

## 交通
- ムーバス　三鷹･吉祥寺循環（6号路線）むらさき橋停留所